# 제66회 베네치아 국제 영화제

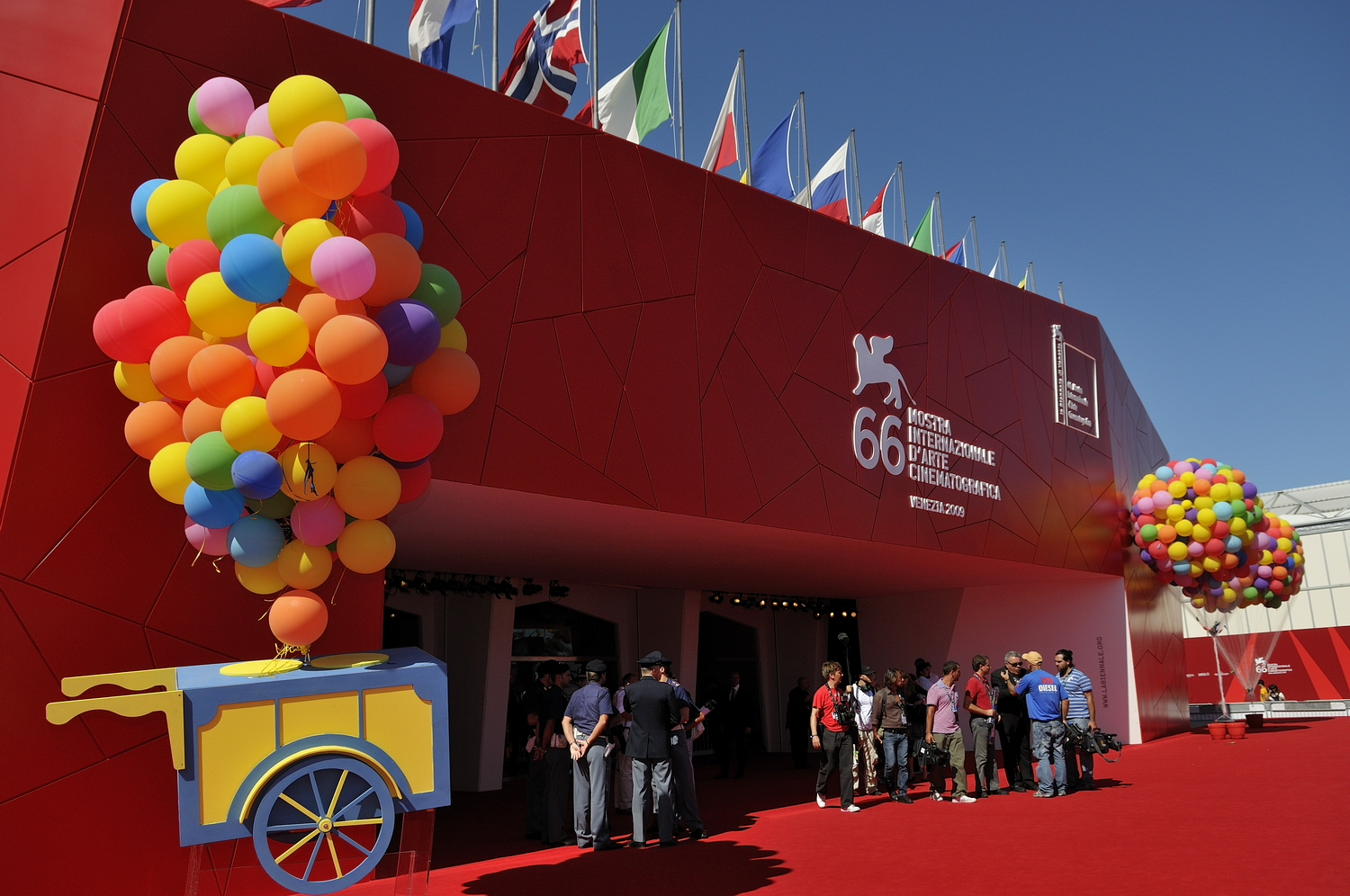

제66회 베네치아 국제 영화제는 2009년 9월 2일에 열린 시상식이다. 이탈리아 베니스에서 개최되었다. 2009년 9월 2일부터 12일까지 개최되었으며 마리아 그라치아 쿠치노타가 축제의 여주인으로 활동했다. 영화제 개막작은 주세페 토르나토레의 바리아 (영화)였으며 폐막작은 천궈와 최건의 성도아애니(成都我爱你, Chengdu, I Love You)였다.
대만 영화감독 리안이 의장을 맡은 국제 경쟁 심사위원단은 사무엘 마오즈(Samuel Maoz)에게 레바논 (영화)에 황금사자상을 수여했다.

## 수상 및 후보

### 황금사자상
- 레바논 - 사무엘 마오즈 수상

### 은사자상-감독상
- 남자 없는 여자 - 쉬린 네샷 수상

### 볼피컵 여우주연상
- 더블 아워 - 크세니야 라포포트 수상

### 볼피컵 남우주연상
- 싱글 맨 - 콜린 퍼스 수상

### 심사위원 특별상
- 소울 키친 - 파티 아킨 수상

### 골든오셀라 각본상
- 라이프 류링 워타임 - 토드 솔론즈 수상

### 마르첼로 마스트로얀니 상
- 원대한 꿈 - 자스민 트린카 수상

### 기술 공헌상
- 미스터 노바디 - 실비 올리브 수상

### 오리종티 상-작품상
- 크래쉬 - 페페 디옥노 수상

### 오리종티 상-다큐멘터리
- 1428 - 두 하이빈 수상

### 오리종티 상-특별 언급
- 그 남자의 여자, 그리고 다른 이야기들 - 아미트 듀타 수상

### 경쟁부문
- 소울 키친 - 파티 아킨
- 더블 아워 - 쥬세페 카포톤디
- 엑시던트 - 정 바오루이
- 고통 - 파트리스 쉐로
- 백색 공간 - 프란체스카 코멘치니
- 백인의 것 - 클레어 드니
- 미스터 노바디 - 자코 반 도마엘
- 싱글 맨 - 톰 포드
- 루르드 - 예시카 하우스너
- 배드 루테넌트 - 베르너 헤어조크
- 더 로드 - 존 힐코트

### 비묵티 자야순다라
- 더 트래벨러 - 아메드 마허
- 레바논 - 사무엘 마오즈
- 자본주의: 러브 스토리 - 마이클 무어
- 남자 없는 여자 - 쉬린 네샷
- 원대한 꿈 - 미켈레 플라치도
- 작은 산 주변에서 - 자크 리베트
- 서바이벌 오브 더 데드 - 조지 로메로
- 라이프 류링 워타임 - 토드 솔론즈
- 바리아 - 쥬세페 토르나토레
- 테츠오: 총알 사나이 - 츠카모토 신야
- 눈물의 왕자 - 양범

### 비경쟁 부문
- 알.이.씨 2 - 파코 플라자 외 1명
- 청두, 사랑해 - 프룻 첸
- 더 홀 - 죠 단테
- 나폴리, 나폴리, 나폴리 - 아벨 페라라
- 브룩클린스 파이니스트 - 안톤 후쿠아
- 염소를 노려보는 사람들 - 그랜트 헤스로브
- 구라알 - 아누락 카시압
- 데브 디 - 아누락 카시압
- 토이 스토리 - 존 라세터
- 토이 스토리 2 - 존 라세터
- 르 옴브레 로제 - 프란체스코 마셀리
- 로로 디 쿠바 - 지울리아노 몬탈도
- 셰헤라자드 텔 미 어 스토리 - 유스리 나스랄라
- 리허설 포 어 시칠리안 트래지디 - 로만 파스카
- 델리 6 - 라케이시 옴프라카시 메흐라
- 요나 요나 펭귄 - 린 타로
- 인포먼트 - 스티븐 소더버그
- 사우스 오브 더 보더 - 올리버 스톤
- 발할라 라이징 - 니콜라스 윈딩 레픈

### 오리종티 경쟁부문
- 서울의 얼굴 - 김진아

### 코르토 코르티시모
- 엄마의 휴가 - 김광복